# Festival de la Cançó d'Eurovisió 1969
El XIV Festival de la Cançó d'Eurovisió va tenir lloc el 29 de març de 1969 al Teatro Real de Madrid (Espanya), després de la victòria d'aquest país al certamen previ, amb la cançó "La, la, la", interpretada per la cantant Massiel.
La presentadora va ser Laura Valenzuela, qui es va veure en un compromís en observar l'empat entre quatre països al final del festival: Salomé amb "Vivo cantando" per Espanya, la britànica Lulu amb el tema "Boom Bang-a-Bang", la neerlandesa Lenny Kuhr amb "De troubadour" i, finalment, Frida Boccara (1940-1996) per França amb "Un jour, un enfant".
Va ser la primera vegada que tenia lloc un empat en el primer lloc i no existia cap tipus de reglament per al desempat, ja que les normes argumentaven que guanyaven "la televisió o televisions amb més vots". Per això, es va considerar als quatre països empatats com a vencedors, fet que va originar dificultats a l'hora d'atorgar els guardons, de tal manera que la presentadora no va saber com reaccionar. En directe, es van atorgar a les quatre intèrprets els quatre trofeus que havia preparats (a compositor, lletrista, director d'orquestra i intèrpret), i després del festival es van donar a la resta de les 4 delegacions.
D'altra banda, Àustria no hi va participar davant la seva negativa d'enviar-hi un cantant a causa que no existia democràcia a Espanya, una postura rebutjada i lamentada pel Govern. Durant molt de temps, va existir el rumor que Liechtenstein va tenir la intenció de participar en aquesta edició, ja que havia publicat un tema aquell any («Un beau matin») denominat com «la cançó oficial de Liechtenstein al Festival de la Cançó d'Eurovisió 1969» per la seva pròpia discogràfica, però pel que sembla es va tractar d'una broma. En la gala de Operación Triunfo: Eurovisión de 2004, Massiel va assegurar que es va aprovar una amnistia de presos polítics tal com havien demanat algunes delegacions per venir a cantar a Espanya, encara que sembla un rumor més que una realitat, ja que no existeix cap decret en el BOE que sustenti tals afirmacions i, a més, Massiel no formava part del Govern en aquella època. Va recordar també que el sopar de delegacions es va fer en la coneguda casa Lucio. En la mateixa gala, Salomé va assegurar: "es va intentar rentar la cara d'aquesta Espanya que deien que les dones anàvem amb la navalla en la lliga i els homes vestits de toreros (...) aqueix festival es va fer amb tanta pompa per esborrar aqueixa imatge (...) es va aconseguir alguna cosa, no tot, perquè no hi havia aqueixa llibertat que intentaven exterioritzar, però es va aconseguir alguna cosa".
Salvador Dalí va dissenyar el cartell de l'esdeveniment i Bernardo Ballester Orrico els decorats. La producció i organització del certamen va ser un repte per a TVE, que va retransmetre el festival en color, encara en fase de proves, a diversos països. L'esdeveniment es va seguir en directe als països membres d'Eurovisió i Intervisión, així com per satèl·lit a Xile, Puerto Rico i Brasil.

## Participants

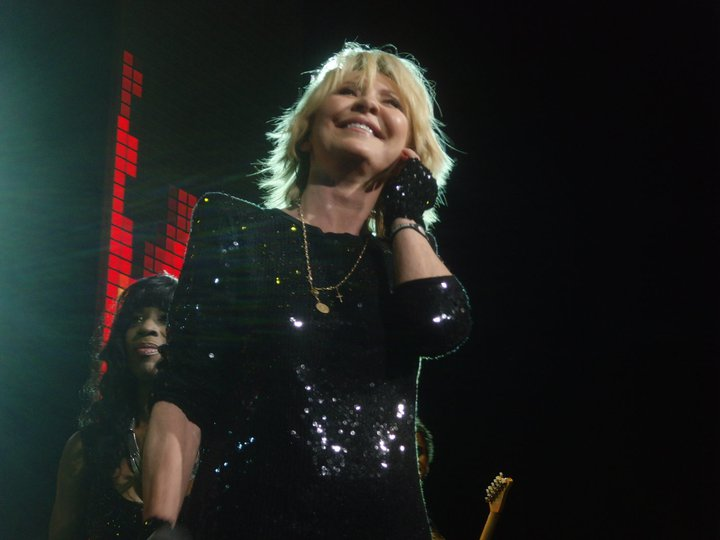
Lulu una de les guanyadores, representant del Regne Unit

Els representants dels països participants es van triar, depenent del país, mitjançant elecció interna o en finals nacionals que es van fer en la segona meitat de febrer i principis de març.
Van ser triats cinc artistes que ja hi havien participat en anys anteriors. Romuald, representant de Luxemburg, ja havia participat en 1964 per Mònaco. La representant d'Alemanya Occidental, Siw Malmkvist, havia representat Suècia en 1960. Simone d'Oliveira representava per segona vegada a Portugal després d'haver-ho fet en 1965, i Louis Neefs representava per segona vegada a Bèlgica després de la seva participació en 1967. En aquests dos anys havia representat ja a Noruega Kirsti Sparboe, de manera que aquesta va ser la seva tercera participació al festival.
Jean Jacques, representant de Mònaco, va ser un dels participants més joves del festival, ja que només tenia dotze anys. Així mateix, Irlanda va triar per primera vegada un representant d'Irlanda del Nord, Muriel Day.
| País i TV               | Títol original de la cançó       | Artista                    | Procés i data de selecció             |
| País i TV               | Traducció al català              | Idiomes d'interpretació    | Procés i data de selecció             |
| ----------------------- | -------------------------------- | -------------------------- | ------------------------------------- |
| Alemanya Occidental ARD | Primaballerina                   | Siw Malmkvist              | Final nacional, 22-02-69              |
| Alemanya Occidental ARD | -                                | Alemany                    | Final nacional, 22-02-69              |
| Bèlgica BRT             | Jennifer Jennings                | Louis Neefs                | Final nacional, 22-02-69              |
| Bèlgica BRT             | -                                | Neerlandès                 | Final nacional, 22-02-69              |
| Espanya TVE             | Vivo cantando                    | Salomé                     | Final nacional, 22-02-69              |
| Espanya TVE             | -                                | Castellà                   | Final nacional, 22-02-69              |
| Finlàndia YLE           | Kuin silloin ennen               | Jarkko &amp; Laura         | Final nacional, 22-02-69              |
| Finlàndia YLE           | Com en aquells temps             | Finlandès                  | Final nacional, 22-02-69              |
| França ORTF             | Un jour, un enfant               | Frida Boccara              | Elecció interna                       |
| França ORTF             | Un dia, un nen                   | Francès                    | Elecció interna                       |
| Irlanda RTÉ             | The wages of love                | Muriel Day                 | Final nacional, 16-02-69              |
| Irlanda RTÉ             | Els salaris de l'amor            | Anglès                     | Final nacional, 16-02-69              |
| Itàlia RAI              | Due grosse lacrime bianche       | Iva Zanicchi               | Elecció interna                       |
| Itàlia RAI              | Dues grans llàgrimes blanques    | Italià                     | Elecció interna                       |
| Luxemburg CLT           | Catherine                        | Romuald                    | Elecció interna                       |
| Luxemburg CLT           | -                                | Francès                    | Elecció interna                       |
| Mònaco TMC              | Maman, maman                     | Jean-Jacques Bertolai      | Elecció interna                       |
| Mònaco TMC              | Mamà, mamà                       | Francès                    | Elecció interna                       |
| Noruega NRK             | Oj, oj, oj, så glad jeg skal bli | Kirsti Sparboe             | Melodi Grand Prix 1969, 01-03-69      |
| Noruega NRK             | Ai, ai, que feliç seré           | Noruec                     | Melodi Grand Prix 1969, 01-03-69      |
| Països Baixos NTS       | De troubadour                    | Lenny Kuhr                 | Final nacional, 26-02-69              |
| Països Baixos NTS       | El trobador                      | [[Neerlandès\|Neerlandès]] | Final nacional, 26-02-69              |
| Portugal RTP            | Desfolhada portuguesa            | Simone d'Oliveira          | Festival RTP da Canção 1969, 24-02-69 |
| Portugal RTP            | Esfullada portuguesa             | Portuguès                  | Festival RTP da Canção 1969, 24-02-69 |
| Regne Unit BBC          | Boom bang-a-bang                 | Lulu                       | Final nacional, 22-02-69              |
| Regne Unit BBC          | -                                | Anglès                     | Final nacional, 22-02-69              |
| Suècia SR               | Judy, min vän                    | Tommy Körberg              | Melodifestivalen 1969, 01-03-69       |
| Suècia SR               | Judy, la meva amiga              | Suec                       | Melodifestivalen 1969, 01-03-69       |
| Suïssa SSR SRG          | Bonjour, bonjour                 | Paola del Medico           | Elecció interna                       |
| Suïssa SSR SRG          | Hola, hola                       | Alemany                    | Elecció interna                       |
| Iugoslàvia JRT          | Pozdrav svijetu                  | Ivan &amp; M's             | Final nacional, 15-02-69              |
| Iugoslàvia JRT          | Gràcies al món                   | Croat                      | Final nacional, 15-02-69              |

## Resultats
La votació va ser caòtica. Alemanya Occidental, durant la primera ronda de votació, va ser primera; després estaria la renyida carrera que va haver-hi entre els quatre països guanyadors, i Mònaco i Suïssa que al final es van despenjar. El Regne Unit va arrabassar el lideratge a Alemanya Occidental, però Espanya aviat el va superar, encara que França va empatar amb Espanya en el primer lloc. Després, Regne Unit i França van agafar un lleuger avantatge enfront d'Espanya i Mònaco, i van ser empatades o alternant-se entre si durant tota la segona meitat de la votació. En l'avantpenúltim torn, França va posar a Espanya la primera, però a continuació va donar 6 punts als Països Baixos, així que va ser el primer país dels 4 a arribar als '18 points'. França i Espanya empatarien amb els neerlandesos en la penúltima votació, mentre que el Regne Unit no va arribar als 18 punts fins a l'última votació.
| Núm. | País                | Intèrpret(s)          | Cançó                            | Lloc | Punts |
| ---- | ------------------- | --------------------- | -------------------------------- | ---- | ----- |
| 01   | Iugoslàvia          | Ivan & M's            | Pozdrav svijetu                  | 9    | 5     |
| 02   | Luxemburg           | Romuald               | Catherine                        | 6    | 7     |
| 03   | Espanya             | Salomé                | Vivo Cantando                    | 1    | 18    |
| 04   | Mònaco              | Jean-Jacques Bortolaï | Maman, maman                     | 3    | 11    |
| 05   | Irlanda             | Muriel Day            | The wages of love                | 4    | 10    |
| 06   | Itàlia              | Iva Zanicchi          | Due grosse lacrime bianche       | 8    | 5     |
| 07   | Regne Unit          | Lulu                  | Boom bang-a-bang                 | 1    | 18    |
| 08   | Països Baixos       | Lenny Kuhr            | De troubadour                    | 1    | 18    |
| 09   | Suècia              | Tommy Körberg         | Judy, min vän                    | 5    | 8     |
| 10   | Bèlgica             | Louis Neefs           | Jennifer Jennings                | 4    | 10    |
| 11   | Suïssa              | Paola del Medico      | Bonjour, bonjour                 | 2    | 13    |
| 12   | Noruega             | Kirsti Sparboe        | Oj, oj, oj, så glad jeg skal bli | 11   | 1     |
| 13   | Alemanya Occidental | Siw Malmkvist         | Primaballerina                   | 5    | 8     |
| 14   | França              | Frida Boccara         | Un jour, un enfant               | 1    | 18    |
| 15   | Portugal            | Simone d'Oliveira     | Desfolhada portuguesa            | 10   | 4     |
| 16   | Finlàndia           | Jarkko & Laura        | Kuin silloin ennen               | 7    | 6     |

## Taula de resultats

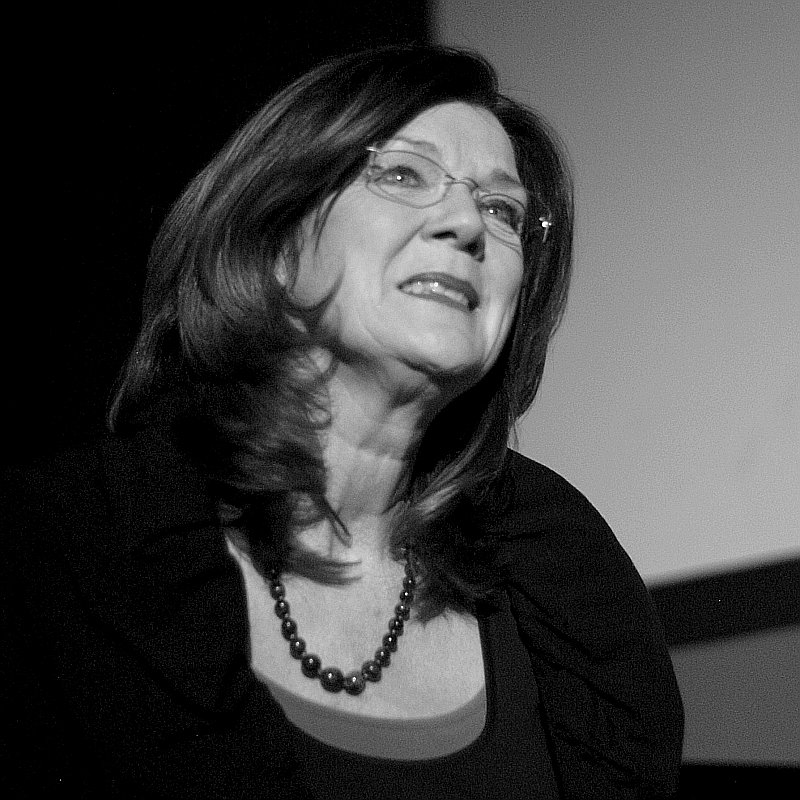
Lenny Kuhr, una de les guanyadores, representant dels Països Baixos

|-
|                                     |               | Iugoslàvia | Luxemburg | Espanya franquista | Mònaco | Irlanda | Itàlia | Regne Unit | Països Baixos | Suècia | Bèlgica | Suïssa | Noruega | Alemanya Occidental | França | Portugal | Finlàndia | TOTAL |
| Participants                        | Iugoslàvia    |            | 0         | 1                  | 0      | 0       | 0      | 0          | 0             | 0      | 1       | 0      | 0       | 0                   | 0      | 3        | 0         | 5     |
| Participants                        | Luxemburg     | 1          |           | 0                  | 3      | 0       | 0      | 0          | 1             | 0      | 1       | 0      | 0       | 1                   | 0      | 0        | 0         | 7     |
| Participants                        | Espanya       | 1          | 2         |                    | 3      | 1       | 0      | 0          | 0             | 0      | 3       | 0      | 1       | 3                   | 2      | 2        | 0         | 18    |
| Participants                        | Mònaco        | 0          | 0         | 2                  |        | 0       | 4      | 0          | 2             | 2      | 1       | 0      | 0       | 0                   | 0      | 0        | 0         | 11    |
| Participants                        | Irlanda       | 0          | 0         | 0                  | 0      |         | 0      | 1          | 1             | 1      | 0       | 3      | 0       | 1                   | 0      | 0        | 3         | 10    |
| Participants                        | Itàlia        | 1          | 0         | 0                  | 1      | 1       |        | 0          | 0             | 0      | 0       | 0      | 0       | 0                   | 0      | 1        | 1         | 5     |
| Participants                        | Regne Unit    | 2          | 4         | 0                  | 0      | 0       | 3      |            | 1             | 5      | 0       | 0      | 0       | 1                   | 0      | 1        | 1         | 18    |
| Participants                        | Països Baixos | 0          | 2         | 0                  | 1      | 0       | 3      | 0          |               | 0      | 1       | 4      | 1       | 0                   | 6      | 0        | 0         | 18    |
| Participants                        | Suècia        | 0          | 0         | 0                  | 0      | 0       | 0      | 0          | 1             |        | 0       | 0      | 3       | 0                   | 0      | 1        | 3         | 8     |
| Participants                        | Bèlgica       | 0          | 0         | 2                  | 0      | 0       | 0      | 3          | 1             | 0      |         | 2      | 2       | 0                   | 0      | 0        | 0         | 10    |
| Participants                        | Suïssa        | 2          | 0         | 0                  | 0      | 3       | 0      | 2          | 0             | 0      | 1       |        | 1       | 2                   | 0      | 0        | 2         | 13    |
| Participants                        | Noruega       | 0          | 0         | 0                  | 0      | 0       | 0      | 0          | 0             | 1      | 0       | 0      |         | 0                   | 0      | 0        | 0         | 1     |
| Participants                        | Alemanya      | 3          | 0         | 2                  | 0      | 0       | 0      | 0          | 0             | 0      | 1       | 0      | 1       |                     | 1      | 0        | 0         | 8     |
| Participants                        | França        | 0          | 1         | 0                  | 2      | 4       | 0      | 4          | 2             | 1      | 0       | 1      | 0       | 1                   |        | 2        | 0         | 18    |
| Participants                        | Portugal      | 0          | 0         | 2                  | 0      | 0       | 0      | 0          | 0             | 0      | 1       | 0      | 0       | 0                   | 1      |          | 0         | 4     |
| Participants                        | Finlàndia     | 0          | 1         | 1                  | 0      | 1       | 0      | 0          | 1             | 0      | 0       | 0      | 1       | 1                   | 0      | 0        |           | 6     |
| LA TAULA ESTÀ ORDENADA PER APARICIÓ |               |            |           |                    |        |         |        |            |               |        |         |        |         |                     |        |          |           |       |

## Retransmissió en TVE
Eurovisió 1969 es va retransmetre en directe i en blanc i negre per a Espanya a través de TVE-1, amb els comentaris de José Luis Uribarri.